# Piece of Cake
Piece of Cake — третий студийный альбом американской гранж-группы Mudhoney и первый на лейбле Reprise Records, записан и выпущен в 1992 году.
В 2003 году альбом был переиздан лейблом Reprise и в него были добавлены бонус-треки.

## Список композиций

### Оригинальная версия
1. «[Untitled 1]» — 0:38
2. «No End in Sight» — 3:34
3. «Make It Now» — 4:25
4. «When in Rome» — 3:55
5. "[Untitled 2] — 0:25
6. «Suck You Dry» — 2:34
7. «Blinding Sun» — 3:39
8. «Thirteenth Floor Opening» — 2:31
9. «Youth Body Expression Explosion» — 1:59
10. «I’m Spun» — 4:04
11. «[Untitled 3]» — 0:40
12. «Take Me There» — 3:32
13. «Living Wreck» — 3:30
14. «Let Me Let You Down» — 3:57
15. «[Untitled 4]» — 0:29
16. «Ritzville» — 2:38
17. «Acetone» — 4:15

### Переиздание
1. «[Untitled 1]» — 0:38
2. «No End in Sight» — 3:34
3. «Make It Now» — 4:25
4. «When in Rome» — 3:55
5. "[Untitled 2] — 0:25
6. «Suck You Dry» — 2:34
7. «Blinding Sun» — 3:39
8. «Thirteenth Floor Opening» — 2:31
9. «Youth Body Expression Explosion» — 1:59
10. «I’m Spun» — 4:04
11. «[Untitled 3]» — 0:40
12. «Take Me There» — 3:32
13. «Living Wreck» — 3:30
14. «Let Me Let You Down» — 3:57
15. «[Untitled 4]» — 0:29
16. «Ritzville» — 2:38
17. «Acetone» — 4:15
18. «Over the Top» — 2:35
19. «King Sandbox» — 2:43
20. «Baby O Baby» — 3:45
21. «In the Blood» — 3:08
22. «No Song III» — 4:11
23. «Between Me & You Kid» — 3:38
24. «Six Two One» — 2:34
25. «Make It Now Again» — 4:35
26. «Deception Pass» — 2:54
27. «Underide» — 2:07

## Принимали участие в записи
- Марк Арм — гитара, вокал, орган, пианино
- Стив Тёрнер — гитара, гармошка, банджо, вокал
- Мэтт Лукин — бас-гитара, вокал
- Дэн Питерс — барабаны, маримба, вокал

## Позиции в чартах
| Год  | Альбом        | Чарт               | Позиция |
| ---- | ------------- | ------------------ | ------- |
| 1992 | Piece of Cake | Heatseekers        | No. 9   |
| 1992 | Piece of Cake | Official UK Charts | No. 39  |
| 1992 | Piece of Cake | Billboard Top 200  | No. 189 |